# لافانت، تیرول
لافانت (به آلمانی: Lavant) یک منطقهٔ مسکونی در اتریش است که در لاینس واقع شده‌است. لافانت ۲۲٫۵۵ کیلومتر مربع مساحت دارد ۶۷۵ متر بالاتر از سطح دریا واقع شده‌است.